# 3715 Stohl
3715 Stohl је астероид главног астероидног појаса чија средња удаљеност од Сунца износи 2,315 астрономских јединица (АЈ).
Апсолутна магнитуда астероида је 13,5.